# Exosphaeroma pallidum
Exosphaeroma pallidum är en kräftdjursart som beskrevs av Barnard 1940. Exosphaeroma pallidum ingår i släktet Exosphaeroma och familjen klotkräftor. Inga underarter finns listade i Catalogue of Life.